# Grzegorz (Afonski)
Grzegorz, imię świeckie Gieorgij Siergiejewicz Afonski (ur. 17 kwietnia 1925 w Kijowie, zm. 15 kwietnia 2008 w Sitce) – biskup Kościoła Prawosławnego w Ameryce.

## Życiorys
Urodził się w rodzinie kapłana prawosławnego. W czasie II wojny światowej został wywieziony do III Rzeszy na roboty przymusowe. W 1949 wyemigrował do USA.
Ukończył studia na Uniwersytecie Connecticut, a następnie seminarium duchowne św. Włodzimierza w Crestwood. W 1965 uzyskał w nim święcenia diakońskie i kapłańskie. W latach 1965–1971 był archiwistą w rezydencji metropolitów całej Ameryki i Kanady w Syosset oraz służył w ich prywatnej kaplicy św. Sergiusza. W tym okresie uzyskał dyplom magistra sztuk pięknych Uniwersytetu Hofstra.
W listopadzie 1971 został proboszczem parafii św. Mikołaja w Portland. W tym samym roku złożył wieczyste śluby zakonne w monasterze św. Tichona w South Canaan, przyjmując imię Grzegorz. W marcu 1973 został wyznaczony na biskupa Sitki i całej Alaski; 13 maja 1973 w soborze św. Michała Archanioła w Sitce miała miejsce jego chirotonia biskupia.
Był współtwórcą szkoły duchownej św. Hermana z Alaski w Kenai, przeniesionej następnie do Kodiak i przekształconej w seminarium duchowne. Przewodniczył również Komisji ds. Kanonizacji i pracował w departamencie swojego Kościoła zajmującym się historią prawosławia w Ameryce Północnej. W 1995 otrzymał tytuł arcybiskupa. W tym samym roku odszedł z urzędu na własną prośbę, w związku ze złym stanem zdrowia. Zmarł w 2008.